# Sam Hocevar
Samuel “Sam” Hocevar (5 de agosto de 1978) es un programador francés. Hocevar fue Líder del Proyecto Debian (DPL) desde el 17 de abril de 2007 al 16 de abril de 2008, cuando Anthony Towns dejó el cargo. Redactó la segunda versión de la licencia de software WTFPL.